# Martha Debayle
Martha Emelina Debayle Alaniz (Managua, 27 de setembre de 1967), presentadora i locutora nicaragüenca amb nacionalitat mexicana. Va passar els seus primers onze anys de vida en Long Island, Nova York, on va estudiar, i als 12 anys es va traslladar amb la seva família a la Ciutat de Mèxic.
Després de la conducció del bloc informatiu bbtips de tall tradicional per a la criança dels seus fills, orientat a pares de família, Debayle va començar a desenvolupar una franquícia basada en el programa. En 2000, va fundar el lloc web bbmundo.com i, en 2005, va publicar la revista bbmundo a nivell nacional.
Va ser triada com una de les 107 personalitats inspiradores retratades en el llibre Those Who Inspire Mexico, publicat en maig 2018 per l'editorial Those Who Inspire Ltd.

## Biografia
Nascuda a Nicaragua, neboda per línia materna del dictador nicaragüenc Anastasio Somoza Debayle. Ha estat considerada com una de les 10 empresàries més reeixides de la xarxa a Iberoamèrica per part de la revista Gatopardo; una de les 10 dones més influents a Mèxic segons el diari El Universal i una de les 10 locutores més maques del país, d'acord amb la mateixa font. En 2004 va ser nomenada «Empresària de l'Any» per la revista Dona Executiva i una de les 10 emprenedores més excel·lents de l'any per la revista Expansión. En 2002, va ser creditora al premi Endeavor com a millor emprenedora en el mercat mexicà (única dona seleccionada entre 40 projectes).

## Trajectòria

### Ràdio
Va començar la seva carrera com a conductora de programes de ràdio de música anglo en estacions com Stereo 100, Alfa Radio 91.3 i WFM 96.9. En una altra etapa radiofònica, va destacar en l'emissió Martha Debayle en viu en MVS Radio. Actualment, continua fent història a W Radio, amb un programa de revista que es transmet de dilluns a divendres de 10 a 13 h, on parla de salut, psicologia, parelles, sexualitat, bebès, entre molts altres temes. El seu programa compta amb el ràting més alt de la ràdio mexicana en el seu segment és una de les 50 empresàries més reeixides de la revista Forbes.

### Televisió
Va destacar com a conductora d' Hoy Sábado, Este Domingo i Eco Internacional, erò el públic identifica especialment la seva participació en la cobertura d'esdeveniments internacionals com, el lliurament dels Grammys, Miss Món, Miss Univers, Miss USA, World Music Awards i l'Oscar, transmissions en viu en les que participa fins avui.
Martha Debayle ha estat la imatge de reeixides i recordades campanyes de publicitat de marques com Pantene, Danone, Crest, Nissan, Gerber, Clorox, Progress Gold Wyeth, Lala, Barcel i a ràdio com Holanda, entre d'altres.
El 1997, en convertir-se en mare i adonar-se que la informació per a les mares primerenques era bastant escassa, decideix formar un projecte, i juntament amb Televisa llança "bbtips", un segment setmanal que va donar informació de confiança sobre maternitat, educació i cura dels nens. Transmès en cadena nacional, els bbtips de Martha Debayle van tenir 520 participacions en 10 anys amb una audiència de quatre milions de televidents.

### Món editorial
A partir de la seva aparició en televisió amb els bbtips, Martha comença a perfilar-se com a portaveu de la cura infantil davant una audiència que la identifica com a model de mare moderna i líder d'opinió. Va continuar amb aquest segment dues vegades a la setmana fins a abril de 2007.
És fundadora de bbmundo Direct, una empresa de multimèdia dedicada a la producció i difusió de contingut de valor en temes de maternitat, fertilitat, salut infantil i temes relacionats a l'educació i desenvolupament de bebès i nens.
En 2005 llança la revista BBMundo que té uns tirada mensual de 60.000 exemplars i és la revista més venuda en la seva categoria, amb una distribució certificada trimestralment del 88%, xifra que supera per molt la mitjana de la indústria. Igualment, ha obtingut el premi CANIEM per millor art editorial en la categoria de família en tres ocasions.
En 2014 llança el seu segon èxit editorial, la Revista Moi. Sens dubte, el fenomen editorial de l'any. Amb una tirada de 65.000 exemplars, la certificació dels primers sis mesos, li dona una venda del 93% en carrers. El 2015 aquesta revista va ser reconeguda amb el Premi Compra 2.0 com a Mitjà de l'Any.

### Una de les cares més recordades de la TV
També va estar al capdavant del programa televisiu Avon Cerca de Ti dos anys, compartint punts de vista de temes d'actualitat per a la dona i difonent reeixidament la marca.
El març de 2011 Martha Debayle presenta la sèrie "En el vientre materno" de National Geographic Channel.
A la fi de 2011 va conduir el reality show En Busca de la Nueva Diva produït per la Metro-Goldwyn-Mayer (MGM), on per primera vegada en la història del format, la conductora va formar també part del jurat.
A l'abril de 2013 Martha Debayle i Martín Hernández presenten la sèrie Los 80's y 90's al National Geographic Channel.
En setembre de 2015 Martha Debayle presenta la sèrie "Los 2000" a National Geographic Channel.

## Programes conduïts

### Televisió
- Eco internacional (1992-1998)
- Este Domingo (1989-1995)
- BB Tips (1997-2007)
- Hoy (1998-1999)
- Avon cerca de ti (2006-2007)
- En el vientre materno National Geographic (2011)
- En busca de la nueva Diva Mexicana (2011)
- Los 80's y 90's National Geographic (2013)
- Los 2000 National Geographic (2015)

### Ràdio
Stéreo 100 (1987)
- London on the line

Alfa Radio 91.3 (1988-1990)
- The Beat Box

A XEW-FM (1991-1994)
- D.J. Live
- Me fallaste corazón
- El Planeta
- Especiales WFM

A MVS Radio (2003-2005)
- N/A

A W Radio (2005- present)
- Martha Debayle en W